# Джуліано ді П'єро Медічі
Джуліано ді П'єро Медічі (28 жовтня 1453, Флоренція —26 квітня 1478, Флоренція&nbsp) співголова Флорентійської республіки разом з братом Лоренцо Медічі з 1469 до 1478 року.

## Життєпис
Син голови Флорентійської республіки П'єро ді Козімо Медічі, після смерті якого почав керувати державою разом з братом Лоренцо. Але Джуліано менш цікавився державними справами, а більш розвагами та любовними походеньками. Разом з тим він намагався стримувати свого старшого брата, який був різкіший та непримирений щодо ворогів Медічі. Джуліано намагався пом'якшити відносини між партією Медічі та іншими заможними й впливовими родинами Флоренції.
Тим не менш 2 травня 1478 під час меси у Соборі Святої Репарати стався замах на Лоренцо та Джуліано Медічі. У змові брали участь родини Пацці, Ріаріо, Сальвіаті. В результаті Джуліано Медічі був  вбитий Франческо Пацці та Бернардо Бандіні. Лоренцо Медічі врятувався та скарав усіх заколотників.

## Родина
1. Позашлюбний зв'язок з Фіоретою Горіні
Діти:
- Джуліо, майбутній папа римський Климент VII

2. Позашлюбний зв'язок з Камілою Кафареллі